# قيلان (مقاطعة غيلانغرب)
قيلان (بالفارسية: قیلان) هي قرية تقع في قسم ويجنان الريفي في إيران. يقدر عدد سكانها بـ 339 نسمة بحسب إحصاء 2016.